# Samoana fragilis
Samoana fragilis és una espècie de gastròpode eupulmonat terrestre de la família Partulidae.

## Hàbitat
És terrestre.

## Distribució geogràfica
Es troba a les illes de Guam i Rota.

## Estat de conservació
Abans era una espècie molt estesa mentre que, avui en dia, només en queden al voltant de 100 exemplars a l'illa de Rota. És possible que s'hagi extingit a Guam car no se n'hi ha vist des de l'any 1996.